# Eruguera de les Sula
L'eruguera de les Sula (Edolisoma sula) és una espècie d'ocell de la família dels campefàgids (Campephagidae).

## Hàbitat i distribució
Habita els boscos de les illes Sula, properes a la costa oriental de Sulawesi.